# Yanar Dağ
A Yanar Dağ (jelentése: „égő hegy”) egy természetes földgázforrás, amely folyamatosan lángol egy hegyoldalon a Kaszpi-tenger Abşeron-félszigetén, Azerbajdzsán fővárosának, Bakunak a közelében.

## Leírása
A lángok a vékony, porózus homokkő rétegből 3 méter magasan törnek fel. Az iszapvulkánoktól eltérően a Yanar Dağ lángja meglehetősen egyenletesen ég, mivel folyamatos gázszivárgás táplálja a felszín alatt. Állítólag csak akkor fedezték fel, amikor egy pásztor véletlenül meggyújtotta az 1950-es években. A megfigyelések szerint azóta sosem aludt ki itt a tűz. Nincs iszap- vagy folyadékszivárgás a környékén, amely megkülönbözteti a közeli Lökbatan vagy Gobustan sárvulkánoktól. A területen az Állami Történelmi-Kulturális és Természeti Rezervátumot 2007. május 2-án kelt elnöki rendelettel hozták létre, amely az Azerbajdzsán Állami Turisztikai Ügynökség ellenőrzése alatt működik. A 2017–2019 közötti felújítások során a területen nyílt meg a Yanardağ Múzeum és egy kőkiállítás. A környéken lévő hasonló „öröktüzeket” a zoroasztriánus emberek szent helyeknek tekintették.

A Yanar Dağ éjszaka

## Geológiai okok
A Yanar Dağ tüze soha nem alszik ki, a környéket pedig folyamatosan gázszag tölti be. A lángok homokkő hasadékokból származnak, és 3 méter magasságba törnek fel egy 10 méter széles sáv mentén egy domboldal aljában, egy tektonikus törés mentén. A felszíni lángok az alatti talajok állandó gázkibocsátásának következményei. Még a közelében lévő patakok felszínét is meg lehet gyújtani. Ezek a patakok, amelyek egyébként nyugodtnak tűnnek, Yanar Bulaq néven ismertek: „égő források”. Számos ilyen forrás található a Vilascay folyó közelében, ahol a helyi emberek gyógyfürdőként hasznosítják őket. Alexandre Dumas a környékbeli látogatása során egy hasonló tüzet írt le a térségben, amelyet a környékén épült zoroasztriánus tűztemplom egyikében látott. A világban csak néhány hasonló tűzhegy létezik, és legtöbbjük Azerbajdzsánban található. A földgáz nagy koncentrációja miatt az  Abşeron-félszigeten a természetes lángok ott égtek már az ókorban is, és a későbbi történetírók is, mint például Marco Polo, beszámoltak róluk. A legtöbb sárvulkán a Baku és Shamakha közti út mellett található, mintegy 40 kilométerre a várostól.

## Lásd még
- Derweze

## Fordítás
- Ez a szócikk részben vagy egészben  a   Yanar Dag című angol Wikipédia-szócikk ezen változatának fordításán alapul.  Az eredeti cikk szerkesztőit annak laptörténete sorolja fel. Ez a jelzés csupán a megfogalmazás eredetét és a szerzői jogokat jelzi, nem szolgál a cikkben szereplő információk forrásmegjelöléseként.